# Verizon Tennis Challenge 1988
Il Verizon Tennis Challenge 1988 è stato un torneo di tennis giocato sul cemento. È stata la 3ª edizione del torneo, che fa parte del Nabisco Grand Prix 1988. Si è giocato ad Orlando negli Stati Uniti dal 7 al 13 marzo 1988.

## Campioni

### Singolare maschile
Andrej Česnokov ha battuto in finale  Miloslav Mečíř con il punteggio di 7–6, 6–1

### Doppio maschile
Guy Forget /  Yannick Noah hanno battuto in finale  Sherwood Stewart /  Kim Warwick con il punteggio di 6–4, 6–4